# Raymond-Guilhem de Fargues
Pour les articles homonymes, voir Fargues.
Raymond-Guilhem de Fargues ou de Farges est un ecclésiastique français du XIVe siècle. Il est le fils de Raymond de Fargis et d'une sœur du pape Clément V. Il est aussi  un neveu du cardinal Raymond de Got (1305).C'est d'ailleurs grâce à ce pape qu'il est devenu cardinal-diacre du titre de Sainte-Marie-la-Nouvelle, le 19 décembre 1310.

## De nombreux bénéfices
Tous ces bénéfices ne sont pas assurés car il a reçu de nombreuses expectatives. En 1308, il reçoit une prébende et la trésorerie du chapitre cathédral de Beauvais. Dans la lettre pontificale, il est précisé qu'il attend des prébendes à Lincoln, Soissons et Saint-Séverin de Bordeaux ainsi qu'une dignité à York.  
Il était en tout cas chanoine de Lincoln à partir du 29 août 1308 sur la prébende de Ketton à la suite de Bernard de Farges devenu évêque d'Agen. Le 13 octobre 1310, il est pourvu de l'archidiaconé de Leicester dans l'église de Lincoln.
Il est également chanoine de Mende en Gévaudan.
De Fargues est créé cardinal par  le pape Clément V lors du consistoire du 19 décembre 1310. Le cardinal de Fargues participe au conclaves de 1314-1316 (élection de Jean XXII), de 1334 (élection de Benoît  XII) et de 1342 (élection de Clément VI).

## Un bâtisseur

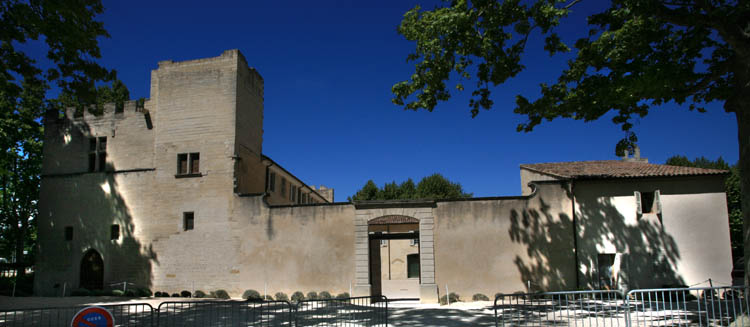
Le château de Fargues, au Pontet

Ce cardinal est à l'origine de la construction du château de Fargues au Pontet dans le Vaucluse et à Fargues en Gironde.

## La vie à Avignon
À Avignon le cardinal logeait à la Livrée de Florence. Elle se situait sur la partie nord de l'actuelle place Pie. Elle fut successivement occupée par Raymond-Guilhem de Fargues, Nicolas de Besse, Guillaume d'Aigrefeuille le Jeune et Pierre Corsini, le cardinal de Florence.
Le cardinal de Fargues se contenta des bâtiments de l'ancien Hôpital, que jouxtaient l'église et le cimetière des hospitaliers.